# Zootropolis+
A Zootropolis+ (eredeti cím: Zootopia+) 2022-ben bemutatott amerikai számítógépes animációs vígjátéksorozat, amelyet a Trent Correy és Josie Trinidad rendezett, a Zootropolis – Állati nagy balhé című film alapján.
Amerikában és Magyarországon is 2022. november 9-én jelent meg a Disney+-on.

## Ismertető
Az antológia sorozat 6 történetet tartalmaz, amelyek az eredeti film eseményei alatt játszódnak.

## Szereplők
| Szereplő        | Eredeti hang            | Magyar hang        |
| --------------- | ----------------------- | ------------------ |
| Bonnie Hopps    | Bonnie Hunt             | Csere Ágnes        |
| Stu Hopps       | Don Lake                | Csankó Zoltán      |
| Yax             | John Lavelle            | Rajkai Zoltán      |
| Fru-Fru         | Leah Latham             | Sipos Eszter Anna  |
| Tru-Tru         | Michelle Buteau         | Bogdányi Titanilla |
| Molly Hopps     | Katie Lowes             | Károlyi Lili       |
| Brianca         | Katie Lowes             | Sági Tímea         |
| Charisma        | Crystal Kung Minkoff    | Kelemen Kata       |
| Christine       | Porsha Williams         | Wégner Judit       |
| Mr. Nagy        | Maurice LaMarche        | Kőszegi Ákos       |
| Duke Nyestelton | Alan Tudyk              | Bolba Tamás        |
| Bogó            | Idris Elba              | Galambos Péter     |
| Gazell          | Allison Trujillo Strong | Sallai Nóra        |
| Sam             | Charlotte Nicdao        | Pekár Adrienn      |
| Villám          | Raymond S. Persi        | Hevér Gábor        |
| Priscilla       | Kristen Bell            | Bálizs Anett       |
| Gerald          | John Lavelle            | Fekete Zoltán      |
| Bucky           | Byron Howard            | Zöld Csaba         |
| Pronk           | Jared Bush              | Seder Gábor        |
| Judy Hopps      | Ginnifer Goodwin        | Csifó Dorina       |
| Nick Wilde      | Jason Bateman           | Zámbori Soma       |

### Magyar változat
- Magyar szöveg: Blahut Viktor
- Dalszöveg: Cseh Dávid Péter
- Hangmérnök és vágó: Bogdán Gergő
- Gyártásvezető: Rába Ildikó
- Szinkronrenndező: Dobay Brigitta
- Zenei rendező: Posta Victor
- Produkciós vezető: Máhr Rita
- Keverőstúdió: Shepperton Studios

A szinkront az SDI Media Hungary készítette.

## Epizódok
| Sor. | Év. | Cím                                                                 | Rendező                        | Író                                             | Premier           |
| ---- | --- | ------------------------------------------------------------------- | ------------------------------ | ----------------------------------------------- | ----------------- |
| 1.   | 1.  | Nyuszi ül a fülkében (Hopp on Board)                                | Trent Correy és Josie Trinidad | Josie Trinidad, Trent Correy és Michael Herrera | 2022. november 9. |
| 2.   | 2.  | Kis Rágcsália igazi rágcsálói (The Real Rodents of Little Rodentia) | Trent Correy és Josie Trinidad | Josie Trinidad, Trent Correy és Michael Herrera | 2022. november 9. |
| 3.   | 3.  | Duke, a musical (Duke the Musical)                                  | Trent Correy és Josie Trinidad | Josie Trinidad, Trent Correy és Michael Herrera | 2022. november 9. |
| 4.   | 4.  | Örömkeresztapa (The Godfather of the Bride)                         | Trent Correy és Josie Trinidad | Josie Trinidad, Trent Correy és Michael Herrera | 2022. november 9. |
| 5.   | 5.  | Csörögj, ne ücsörögj (So You Think You Can Prance)                  | Trent Correy és Josie Trinidad | Josie Trinidad, Trent Correy és Michael Herrera | 2022. november 9. |
| 6.   | 6.  | Villámvacsora (Dinner Rush)                                         | Trent Correy és Josie Trinidad | Josie Trinidad, Trent Correy és Michael Herrera | 2022. november 9. |

## A sorozat készítése
2020. december 10-én a Walt Disney Animation Studios kreatív igazgatója, Jennifer Lee bejelentette, hogy a 2016-os Zootropolis – Állati nagy balhé című film alapján Zootropolis+ címmel spin-off sorozat készül a Disney+ számára. Trent Correy és Josie Trinidad, akik a film animátoraként, illetve a történet vezetőjeként dolgoztak, fogják rendezni a sorozatot. 2020-ban a sorozat ötletét Correy vetette fel egy pitch prezentáció során, mint a három lehetséges Disney+ sorozat egyikét. Trinidad eredetileg csak két epizódot rendezett volna a sorozathoz, de a projektben való izgatott munkája miatt az egész sorozat társrendezőjévé léptették elő Cortney mellé. A sorozatot a koronavírus-járvány miatt otthonról készítették, ami Nathan Curtis producer szerint megnehezítette a gyártási folyamatot.